# Caroverine
Caroverine (Spasmium, Tinnitin, Tinnex) là một loại thuốc giãn cơ được sử dụng ở Áo và Thụy Sĩ để làm giảm co thắt ở các cơ trơn (bao gồm ruột, động mạch và các cơ quan khác), và việc sử dụng ở các quốc gia này đã được mở rộng để hỗ trợ điều trị các bệnh về mạch máu não. ở đó, và cuối cùng để điều trị ù tai. Nó cũng được sử dụng để điều trị ù tai ở Ấn Độ.
Về mặt hóa học, nó là một quinoxalinedione  và có sẵn ở cả dạng base và axit clohydric.
Về mặt dược lý, nó đã được mô tả như là một thuốc chẹn kênh calci không đặc hiệu và là một chất đối kháng của cả hai thụ thể glutamate không phải NMDA và NMDA.
Nó được phát hiện ở Áo vào những năm 1950  và được phát triển bởi công ty Áo Phafag AG.
Tên INN của nó, caroverine, đã được đề xuất vào năm 1972.
Một công thức tiêm tĩnh mạch đã được thử nghiệm trong một nghiên cứu mù đơn trong chứng ù tai xuất bản năm 1997 và có kết quả dương tính; một nỗ lực để tái tạo những kết quả đó đã không cho thấy bất kỳ ảnh hưởng nào, và nhiều người có tình trạng của họ trở nên tồi tệ hơn so với lợi ích có kinh nghiệm. Nghiên cứu thí điểm sử dụng công thức phun cho chứng ù tai xuất bản năm 2005.
Vào năm 2010, Phafag đã cấp phép cho caroverine cho công ty Ấn Độ, Lincoln Cosmetics, để phát triển loại thuốc trị ù tai ở Ấn Độ. Lincoln lần đầu tiên tiếp thị nó cho mục đích đó ở Ấn Độ vào năm 2011.
Vào năm 2016, nó đã được nghiên cứu trong một thử nghiệm lâm sàng nhỏ ở những người mất khứu giác.
Kể từ năm 2018, nó đã được bán trên thị trường dưới tên thương hiệu Spasmium và Tinnitin ở Áo, và dưới thương hiệu Tinnex ở Ấn Độ.